# Bristol Tipo 130 Bombay
El Bristol Type 130 Bombay fue un avión de transporte de tropas o carga adaptable para también ser utilizado como bombardero medio, y volado por la Real Fuerza Aérea (RAF) durante la Segunda Guerra Mundial.

## Diseño y desarrollo
El Bristol Bombay se construyó de acuerdo con la Especificación C.26/31 del Ministerio del Aire, que requería un bombardero monoplano para reemplazar al biplano Vickers Type 264 Valentia en uso en el Oriente Medio y la India. Se requería que la aeronave fuera capaz de transportar a 24 soldados o su carga equivalente como transporte, y también pudiera transportar bombas y armamento defensivo para usarlo como bombardero. Este concepto de diseño de doble propósito era común en los diseños británicos anteriores a la guerra. Otros candidatos para la especificación fueron los Armstrong Whitworth A.W.23 y Handley Page HP.54 Harrow.
El Type 130 era un monoplano de ala alta cantilever y de construcción completamente metálica. El último diseño de Bristol de un monoplano, el Bristol Bagshot de 1927, había sufrido de falta de rigidez torsional en las alas, lo que conducía a la inversión de los mandos. Esto llevó a un extenso programa de investigación en Bristol, que resultó en un diseño de ala con un revestimiento de metal sujeto a esfuerzos remachado a un marco interno, que consistía en múltiples largueros y las costillas. Esta fue la base del ala del Bombay, que tenía siete largueros de acero de alta resistencia. El avión tenía una cola bideriva y un tren de aterrizaje fijo de rueda de cola.
La tripulación consistía en un piloto, que estaba sentado en una cabina cerrada, navegante/bombardero, cuyo puesto de trabajo estaba en el morro, y un operador de radio/artillero, que dividía su tiempo entre la radio, detrás de la cabina, y una torreta en el morro. Cuando el avión era operado como bombardero, llevaba un artillero adicional en el puesto de la torreta de cola. En el prototipo, estos puestos estaban equipados con una única ametralladora Lewis en un anillo Scarff, pero en las aeronaves de producción, ambos eran torretas accionadas hidráulicamente, armadas con ametralladoras Vickers K; además, podían transportarse ocho bombas de 113 kg en soportes debajo del fuselaje.
Se ordenó un prototipo del Type 130 en marzo de 1933, que voló por primera vez el 23 de junio de 1935, propulsado por dos motores radiales Bristol Pegasus III de 560 kW (750 hp) que movían hélices bipala. Las pruebas de vuelo tuvieron éxito y se realizó un encargo de 80 aviones en julio de 1937. Diferían del prototipo en estar propulsados por los más potentes Bristol Pegasus XXII de 750 kW (1010 hp) con hélices Rotol Airscrews tripala de paso variable, descartando los carenados instalados en las ruedas principales del tren de aterrizaje en el prototipo. Como la fábrica de Bristol en Filton estaba completamente ocupada construyendo el Blenheim, que era más urgente, los aviones de producción fueron construidos por Short & Harland en Belfast. Sin embargo, la complejidad del diseño del ala causó retrasos y el primer ejemplar no se entregó hasta marzo de 1939, y los últimos 30 ejemplares se cancelaron.

## Historial operacional
El primer Bombay de producción voló en marzo de 1939, con entregas al 216.º Escuadrón de la RAF, con sede en Egipto, a partir de septiembre de ese año. Aunque fue superado como bombardero para el teatro europeo, entró en acción con el 271.er Escuadrón transportando suministros a la Fuerza Expedicionaria Británica en Francia en 1940. En junio de ese año, el piloto francés Jean-Francois Demozay tomó prestado un Bombay abandonado para transportarse él mismo y 15 soldados de Francia a Inglaterra, después de lo cual se convirtió en un as de la RAF.
El servicio principal del Bombay fue en Medio Oriente, particularmente con el 216.º Escuadrón, que operó en algún momento la mayoría de los Bombay construidos. Cuando comenzó la guerra con Italia en junio de 1940, en ausencia de aviones más modernos, los aviones del 216.º Esquadrón se usaron como bombarderos nocturnos, así como en su papel principal como aviones de transporte. La carga de bombas de 110 kg bajo el fuselaje se complementó con bombas improvisadas lanzadas a mano desde la puerta de carga. El avión realizó bombardeos nocturnos contra objetivos en el Desierto Occidental, incluidos Bengasi y Tobruk, y contra la Somalia Italiana, hasta que la acumulación de bombarderos Vickers Wellington en Egipto permitió a los Bombay concentrarse en las operaciones de transporte. La Unidad de Ambulancia Aérea N.º 1 de la Real Fuerza Aérea Australiana también operó el avión en el Teatro Mediterráneo con base en Egipto.
Transportaron suministros y evacuaron a los heridos durante el Sitio de Tobruk. Cabe destacar que el 2 de mayo de 1941, el 216.º Escuadrón evacuó a la Familia Real griega de Creta a Egipto. Más tarde ese mes, el Bombay jugó un papel importante en el transporte de tropas durante la Guerra Anglo-Iraquí. Este avión fue adaptado por el Servicio Aéreo Especial (SAS) para el entrenamiento de salto en paracaídas en el Medio Oriente en 1941. Cinco de estos aviones fueron utilizados por el SAS en su primera y única misión paracaidista en el desierto occidental, la noche del 17 de noviembre de 1941. La operación consintió en un ataque a cinco aeródromos avanzados enemigos en Timini y Gazala, antes de la ofensiva del general Auchinleck. Debido a las tormentas de polvo, las tropas aerotransportadas cayeron en el lugar equivocado y la operación fue un completo fracaso. A partir de entonces, el SAS realizó sus incursiones de penetración en vehículos. Durante la Invasión aliada de Sicilia de 1943, evacuó a más de 2000 soldados heridos.
El teniente general William Gott, el oficial británico de más alta graduación fallecido durante la guerra, murió cuando el Bombay en el que viajaba fue derribado en el desierto occidental el 7 de agosto de 1942. Estaba a punto de relevar en el mando al general Claude Auchinleck como comandante del Octavo Ejército británico. Su muerte llevó al nombramiento del teniente general Bernard Law Montgomery en su lugar.

## Variantes
Type 130
Prototipo.
Type 130A Bombay Mk I
Bombardero medio y transporte de tropas bimotor. Designación original como Type 130 Mark II.
Type 137A
Versión propuesta de transporte civil. No construida.
Type 137B
Versión combi del Type 137A. No construida.
Type 144
Desarrollo no construido con tren de aterrizaje retráctil, propuesto para cubrir la Especificación B.4/34 (ganada por el Handley Page Harrow).

## Operadores
Australia
- Real Fuerza Aérea Australiana[20]

 Reino Unido
- Real Fuerza Aérea[10]

## Especificaciones
Referencia datos: The British Bomber since 1914 

### Características generales
- Tripulación: 3/4
- Capacidad: 24 soldados o 10 camillas
- Longitud: 21,1 m (69,2 ft)
- Envergadura: 29,2 m (95,8 ft)
- Altura: 6,1 m (20 ft)
- Superficie alar: 124,5 m² (1340,1 ft²)
- Peso vacío: 6260 kg (13 797 lb)
- Peso cargado: 9173 kg (20 217,3 lb)
- Planta motriz: motor radial de nueve cilindros en una sola fila refrigerado por aire Bristol Pegasus XXII.
  - Potencia: 755 kW (1041 HP; 1027 CV) cada uno.
- Hélices: 1× tripala de paso variable por motor.

### Rendimiento
- Velocidad máxima operativa (Vno): 309 km/h (192 MPH; 167 kt) a 2000 m
- Velocidad crucero (Vc): 268 km/h (167 MPH; 145 kt) a 3050 m
- Alcance en ferry: 3560 km con sobrecarga de combustible
- Techo de vuelo: 7600 m (24 934 ft)
- Régimen de ascenso: 3,8 m/s (748 ft/min)
- Carga alar: 72,9 kg/m² (14,9 lb/ft²)
- Potencia/peso: 170 W/kg

### Armamento
- Ametralladoras: 

  - 2x Vickers K de 7,7 mm en torretas manuales de morro y cola
- Bombas: 907 kg (8 bombas de 113 kg en soportes bajo el fuselaje)

## Aeronaves relacionadas

### Desarrollos relacionados
- Bristol Type 170 Freighter

### Aeronaves similares
- Dornier Do 23
- Savoia-Marchetti S.M.81
- Handley Page Harrow
- Armstrong Whitworth A.W.23

### Secuencias de designación
- Secuencia Numérica (interna de Bristol): ← 120 - 123 - 124 - 130 - 133 - 135 - 137 - 138 - 142/142M - 143 - 144 - 146 - 148 - 149 →